# Carlos Martínez (Pantomime)

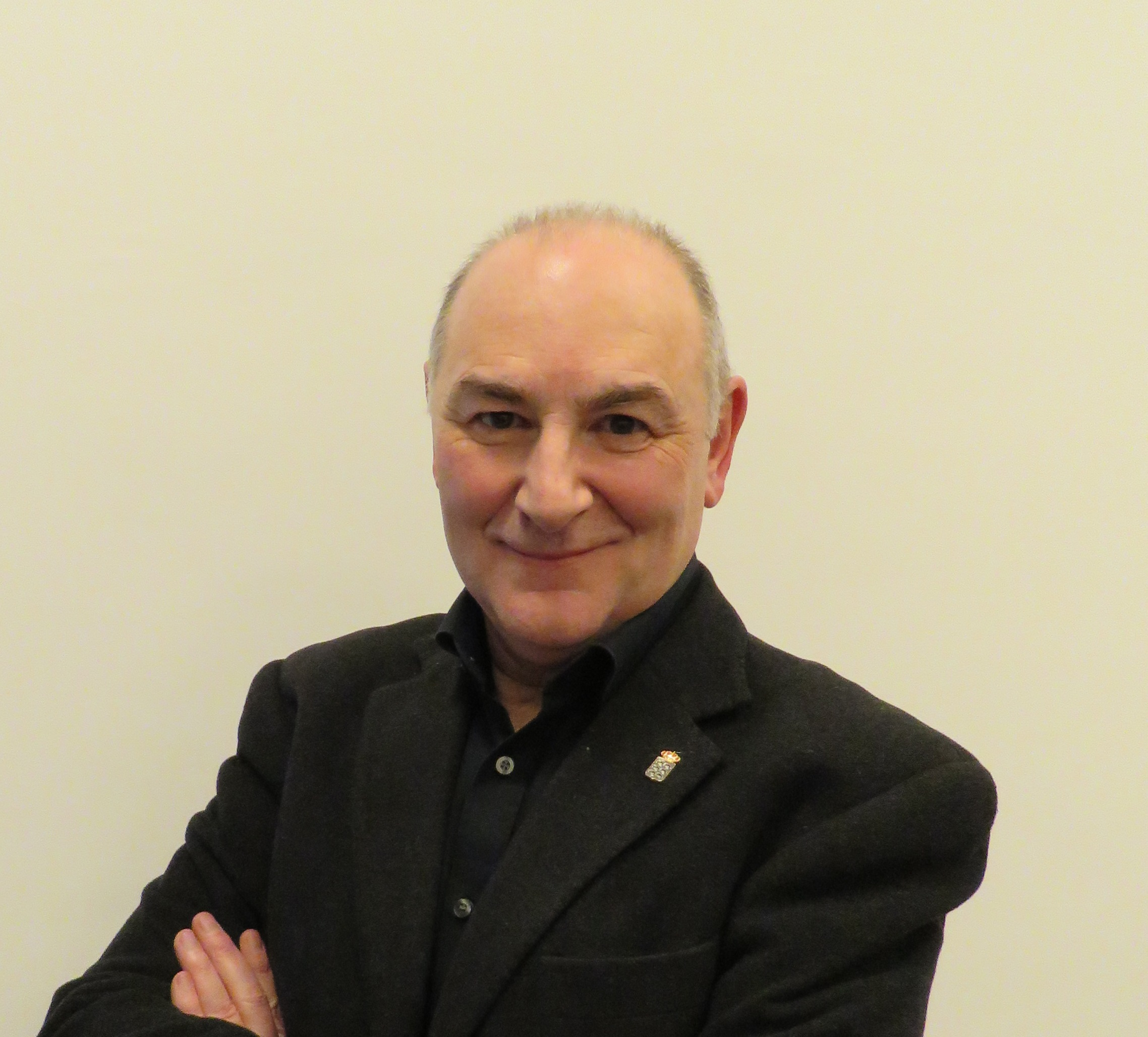
Carlos Martinez 2018

Carlos Martínez (* 30. September 1955 in Pravia, Asturien) ist ein spanischer Pantomime.

## Leben
Seit seinem 12. Lebensjahr wohnte Martínez in Barcelona, wo er einer Laientheatergruppe beitrat und dabei seine Liebe zum Theater entdeckte. 1980 besuchte er die Pantomimenschule Taller de Mimo y Teatro Contemporaneo und 1981 trat er in die Schauspielschule El Timbal über. Von 1982 bis 1987 studierte er bei Lehrern wie Manuel Carlos Lillo und Jorge Vera. Seit 1986 arbeitet er professionell als Mime, kreiert eine Welt aus Gesten, die sein mediterranes Temperament und seinen Humor mit präziser Technik und Rhythmus verbinden. Diese sehr persönliche Sprache ist universal und hat ihm somit die Freiheit geschenkt, nicht nur in Spanien, sondern in der ganzen Welt aufzutreten.
Carlos Martínez entwirft fortlaufend neue Stücke, unter anderem im Auftrag zu bestimmten Anlässen wie Kongressen und Messen. Sketches of Silence ist eine Sammlung seiner beliebtesten Stücke, die mittlerweile zu einem Markenzeichen geworden ist. Weitere bekannte Programme waren Books without Words (Bücher ohne Worte) oder Hand Made. Beide Programme gewannen den Publikumspreis bei renommierten Theaterfestivals in Portugal: Hand Made im Juni 2004 beim internationalen Theaterfestival von Almada und Bücher ohne Worte im August 2009 beim 5. internationalen TeatroAgosto Festival in Fundão.
Das Programm Meine Bibel wurde im ganzen deutschsprachigen Raum in unzähligen Kirchengemeinden gezeigt. 2002 wurde Carlos Martínez mit diesem Programm Preisträger der ökumenischen Stiftung Bibel und Kultur mit Sitz in Stuttgart.
Inspiriert durch ein Projekt mit der Zahori Theatre Company beschloss Carlos Martínez als Nächstes, das Thema „Menschenrechte“ als Pantomimen-Programm für die Bühne zu erarbeiten. Im Februar 2004 fand die Premiere von Human Rights in Genf statt. Es gelang ihm trotz dieses anspruchsvollen Themas, Tiefgang, Provokation und Humor miteinander zu verbinden.

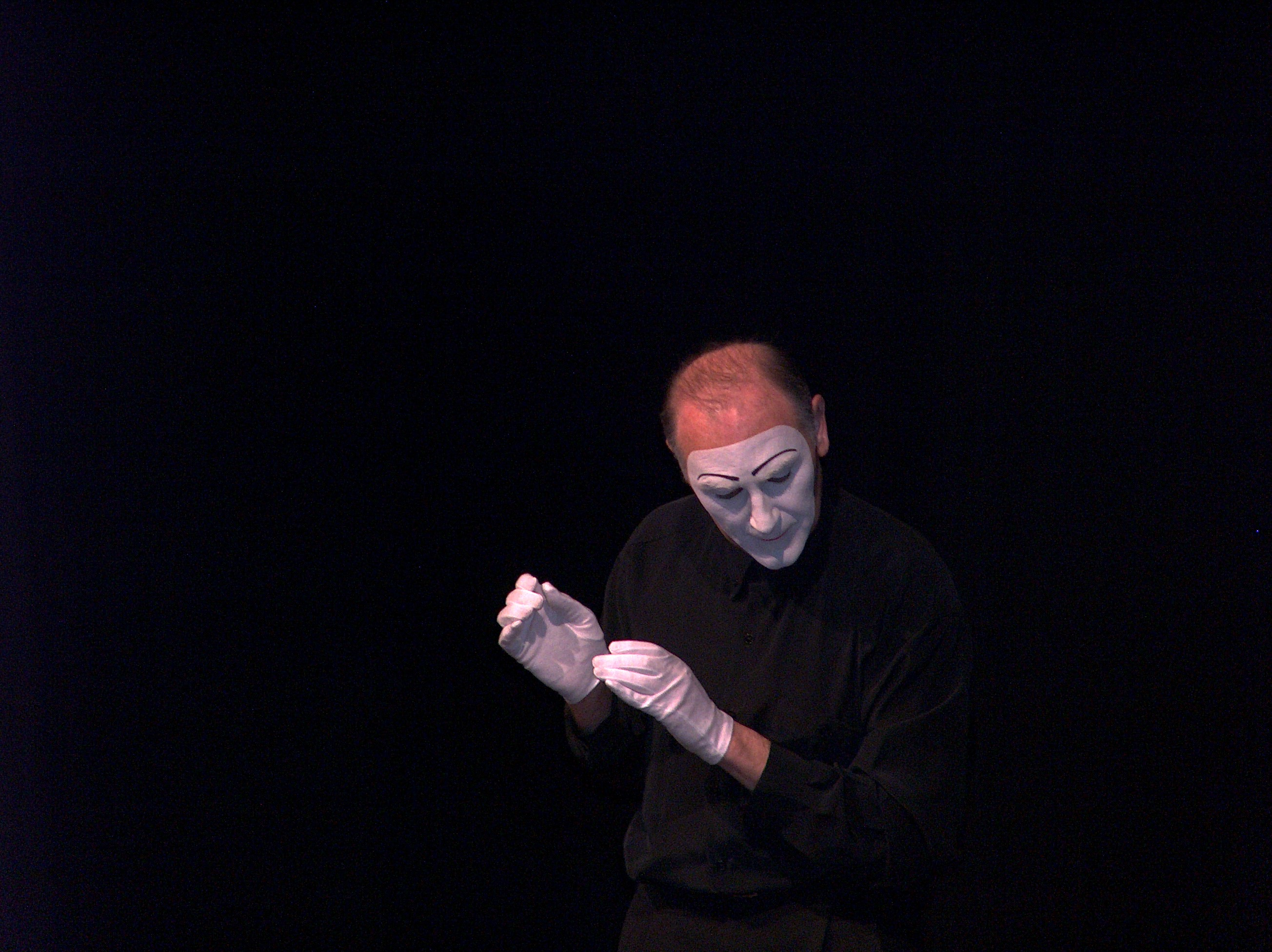
Carlos Martinez 2005

Zeitgleich erschien seine erste DVD Meine Bibel. Im September 2005 folgte DVD Nummer 2 Human Rights mit seinem Programm über die Menschenrechte. Mit Ausschnitten aus diesem Programm trat er bei der Menschenrechtspreisverleihung von amnesty international am 19. März 2006 im Deutschen Theater in Berlin auf. Zu den Gästen des Abends gehörten u. a. Bundespräsident Horst Köhler, Herbert Grönemeyer, Dominique Horwitz und Franka Potente. Rechtzeitig zum Auftakt des Jahres 2007, in dem er sein 25-jähriges Bühnenjubiläum als Pantomime feiert, erscheint die 3. DVD („Hand made“) von Carlos Martínez im Brunnen Verlag (Gießen).
In den Jahren 2005 und 2008 tourte er mit dem deutschen Journalisten Andreas Malessa mit dem Programm Still & Stark durch Deutschland. Das Programm präsentiert in 25 kompakt präsentierten Stücken menschliche Grunderfahrungen mit Hilfe der Polarität von Sprechen und Schweigen. Regie führte bei dieser Produktion der Amerikaner Robert Long.
Als Theater-Lehrer war Carlos Martínez an der Gründung mehrerer Theatergruppen beteiligt. Er lehrte Pantomime an öffentlichen Schulen. Ebenfalls unterrichtet er regelmäßig als Mimenlehrer an der Universität in Saragossa und an internationalen Künstler-Seminaren.
Carlos Martínez schrieb über 100 Sketche für Pantomime und Theater. Sein erstes Pantomimen-Handbuch In Silence (Stille Kunst, 1992) wurde auf Spanisch, Deutsch und Französisch herausgegeben. Sein zweites Buch Word of Mime (Pantomimenwort, 1995) wurde auf Französisch und Deutsch verlegt. Im August 2009 erscheint im deutschsprachigen Buchhandel das Buch „Ungeschminkte Weisheiten“. Als Untertitel trägt es „Aus der Garderobe des Lebens“ und erzählt Kurzgeschichten aus der Künstlergarderobe. Im Sommer 2011 wurden die englische Ausgabe („From the Dressing Room“) und die spanische Ausgabe („Desde el camerino“) des Buches veröffentlicht. „Bücher ohne Worte“, die Show, die im August 2009 den Publikumspreis des 5. TeatroAgosto Festivals in Fundão (Portugal), gewann, wurde als 4. DVD von Carlos Martínez im November 2012 auf den deutschen Markt gebracht.
Im Jahr 2012 feierte Martínez mit seiner Show „Fata Morgana“ sein 30-jähriges Bühnenjubiläum.
Auf Einladung des Schweizer Festivals „Boswiler Sommer“ bestritt Carlos Martínez 2013 den ersten gemeinsamen Auftritt mit der französischen Konzertpianistin Shani Diluka. Aufgrund des positiven Feedbacks die klassische Musik mit klassischer Pantomime zu kombinieren, kreierten die beiden Künstler das Programm „Klassisch!“.
2014 erhielt Carlos Martínez vom Schweizerischen Roten Kreuz den Auftrag, die sieben Rotkreuzprinzipien Neutralität, Menschlichkeit, Unparteilichkeit, Unabhängigkeit, Freiwilligkeit, Einheit und Universalität in Pantomime-Stücken darzustellen, um sie für Mitarbeitende und freiwillige Helfer greifbar und erlebbar zu machen. Im gleichen Jahr bekam Carlos Martínez bei einem Gala-Event in Amman, Jordanien, von IKH Prinzessin Muna al-Hussein die Plakette der Stadt Amman überreicht.
Seit den Anfängen seiner Künstlerlaufbahn kreiert Carlos Martínez Pantomimenstücke, die sich auf Figuren und Texte aus der Bibel stützen – zuerst „Psalm 23“, dann „Die Schöpfung“, „Noah“, „Die drei Weisen“ und „Das Abendmahl“. Die Stückauswahl erweitert sich stetig zu einem abendfüllenden Werk mit dem Titel „My Bible“ (Meine Bibel). Dieses Programm erschien im Jahr 2016 als DVD Still My Bible (Meine Bibel – meine Geschichten). Aus Anlass des 500. Jahrestages der Reformation tourte er im Jahr 2017 mit der Show My Bible vermehrt in Deutschland und Europa.
Es folgten 2019 zwei Tourneen durch Deutschland und die Schweiz mit dem deutschen Liedermacher Jürgen Werth unter dem Titel Und die Ohren werden Augen machen.
Nach dem 2009 erschienenen Hardcover-Buch Ungeschminkte Weisheiten erschien 2020 das Buch Der Poet der Stille, in dem Martínez 26 persönliche Geschichten zum Besten gibt.
Während der wegen der Pandemie-bedingten Auftrittslosigkeit im Jahr 2021 absolvierte Carlos Martínez einen Master-Studiengang in Nonverbaler Kommunikation an der Universität von Alicante, um die wissenschaftliche Seite seiner Kunst zu studieren. Er schloss dieses Studium mit einer Masterarbeit über Körpersprache im Theater ab.
Aus Anlass seines 40-jährigen Bühnenjubiläums im Jahr 2022 zeigte Martínez das Programm Vitamimo. Im anspielungsreichen Titel stecken «Mimo», die spanische Kurzform für die Kunst der Pantomime, «Vitamine» als Nahrungsergänzung für die Seele, und natürlich «Vita», das Leben – ein Leben für die Pantomime. Weltpremiere war am 7. März 2022 im Seesichttheater in Wädenswil, Schweiz.

## Ehrungen und Auszeichnungen
- 2002 Preisträger der ökumenischen Stiftung Bibel und Kultur für Meine Bibel
- 2004 Publikumspreis beim internationalen Theaterfestival von Almada, Portugal für Hand Made
- 2006 Nominierung der DVD-Produktion Human Rights für den Adam Award des internationalen Sabaoth-Filmfestivals in Mailand (Kategorie: Feature Documentary)
- 2009 Publikumspreis beim 5. internationalen TeatroAgosto Festival in Fundão, Portugal für Bücher ohne Worte
- 2015 Goldmedaille vom „European Forum Cum Laude“ für sein kulturelles Schaffen.[31]
- 2017 „World Mime Organisation“ Award für seinen herausragenden Beitrag zur Pantomimenkunst[32][33]

## Veröffentlichungen
- Stille Kunst (Pantomimen-Handbuch), Jugend für Christus Verlag, Mühltal 1992.
- Pantomimen Wort, Jugend für Christus Verlag, Mühltal 2001.
- Bibel ohne Worte: Carlos Martínez inszeniert das Buch der Bücher (das Jahr der Bibel 2003)
  - Bibel ohne Worte (VHS), Haus Kirchlicher Dienste, Hannover 2003.
  - Bibel ohne Worte (Arbeitshilfen), Haus Kirchlicher Dienste, Hannover 2003.
- Human Rights (DVD), Brunnen Verlag, Gießen 2005.
- Hand Made (DVD), Brunnen Verlag, Gießen 2007.
- Ungeschminkte Weisheiten. Aus der Garderobe des Lebens (Original: Desde el camerino, Reflexiones sobre el (silencioso) arte del mimo; Übersetzung aus dem Spanischen: Alice Jakubeit), Aussaat Verlag, Neukirchen-Vluyn 2009, ISBN 978-3-7615-5729-7.
- Bücher ohne Worte (DVD), Brunnen Verlag, Gießen 2011.
- Still my Bible. Meine Bibel – meine Geschichten (DVD), Brunnen Verlag, Gießen 2016.
- Der Poet der Stille. Geschichten, die nur ein Pantomime erzählen kann, Brunnen Verlag, Gießen 2020, ISBN 978-3-7655-0737-3.